# Mannochmore
Mannochmore ist eine schottische Whiskybrennerei nahe Elgin.

## Geschichte
Die Brennerei wurde 1971 von John Haig & Co. erbaut. Zwischen 1985 und 1989 war sie stillgelegt. Erst seit 1992 ist Mannochmore als Single-Malt erhältlich. 1996 kam der schwarze Loch Dhu dazu, seine Produktion wurde inzwischen eingestellt und er entwickelt sich – trotz des ungewöhnlichen Geschmacks – zum gesuchten Sammlerstück. Nach der erneuten Stilllegung von 1995 bis 1997 produziert die Brennerei nur noch im Winter. Dann wird sie von den Arbeitern der nahegelegenen und nur im Sommer produzierenden Glenlossie Destillerie betrieben.

## Produktion
Das Wasser der zur Region Speyside gehörenden Brennerei stammt aus dem Bardon Burn. Das verwendete Malz wird von den Burghead Maltings in Elgin bezogen. Die Destillerie verfügt über einen Maischbottich (mash tun) (12 t), acht Gärbottiche (wash backs) (je 54.000 l), drei wash stills (je 14.400 l) und drei spirit stills (je 17.000 l). Zur Befeuerung wird Dampf verwendet.